# Geri Dönenler
Geri Dönənlər je ázerbájdžánský hraný film z roku 2022, který režíroval Vüsal Hacıqədir  podle italského filmu Naprostí cizinci z roku 2016. Snímek měl premiéru  v Ázerbájdžánu dne 28. prosince 2022.

## Děj
Sedm přátel se schází na večeři. Během konverzace u stolu se rozhodnou hrát hru, kdy se mobilní zařízení všech položí uprostřed stolu a všechny zprávy, e-maily a konverzace každého budou zveřejněny ostatním. Hra postupně nabírá ostřejší a temnější obrátky, jak se začínají odhalovat tajemství jejích účastníků.

## Obsazení
| Dilarə Əliyeva  |
| Elcan Rəsulov   |
| Ziya Ağa        |
| Oktay Mehtiyev  |
| Fərhad Səmimi   |
| Günay Əhməd     |
| Oksana Rəsulova |